# Jabłowo (wieś w województwie pomorskim)
Jabłowo – wieś kociewska w Polsce położona w województwie pomorskim, w powiecie starogardzkim, w gminie Starogard Gdański nad jeziorem Jabłowo przy skrzyżowaniu dróg wojewódzkich nr  (Starogard Gdański-Skórcz) i nr  (Jabłowo-Pelplin-Wielkie Walichnowy). Wschodnimi krańcami wsi prowadzi linia kolejowa Starogard Gdański-Skórcz-Smętowo Graniczne (obecnie zawieszona w ruchu pasażerskim).
W latach 1954–1959 wieś należała i była siedzibą władz gromady Jabłowo, po jej zniesieniu w gromadzie Bobowo. W latach 1975–1998 miejscowość administracyjnie należała do województwa gdańskiego. 
Główne ulice Jabłowa to: Krótka, Osiedlowa, Boczna, Nad Jeziorem, Bobowska, Polna, Pelplińska, Szkolna, Jodłowa. 
W Jabłowie działa Publiczna Szkoła Podstawowa im. Jana Brzechwy.

## Historia
W 1457 król Kazimierz Jagiellończyk podarował Janowi ze Starej Jani (pierwszemu wojewodzie pomorskiemu) dobra ziemskie Jabłowa (wraz ze Starogardem Gdańskim i 8 innymi wsiami). Od XIX wieku majątek należał do rodziny Jackowskich (należał do niej m.in. jezuita Henryk Jackowski, urodzony w Jabłowie). Na cmentarzu parafialnym w Jabłowie znajduje się murowana kaplica grobowa tego rodu.

## Zabytki

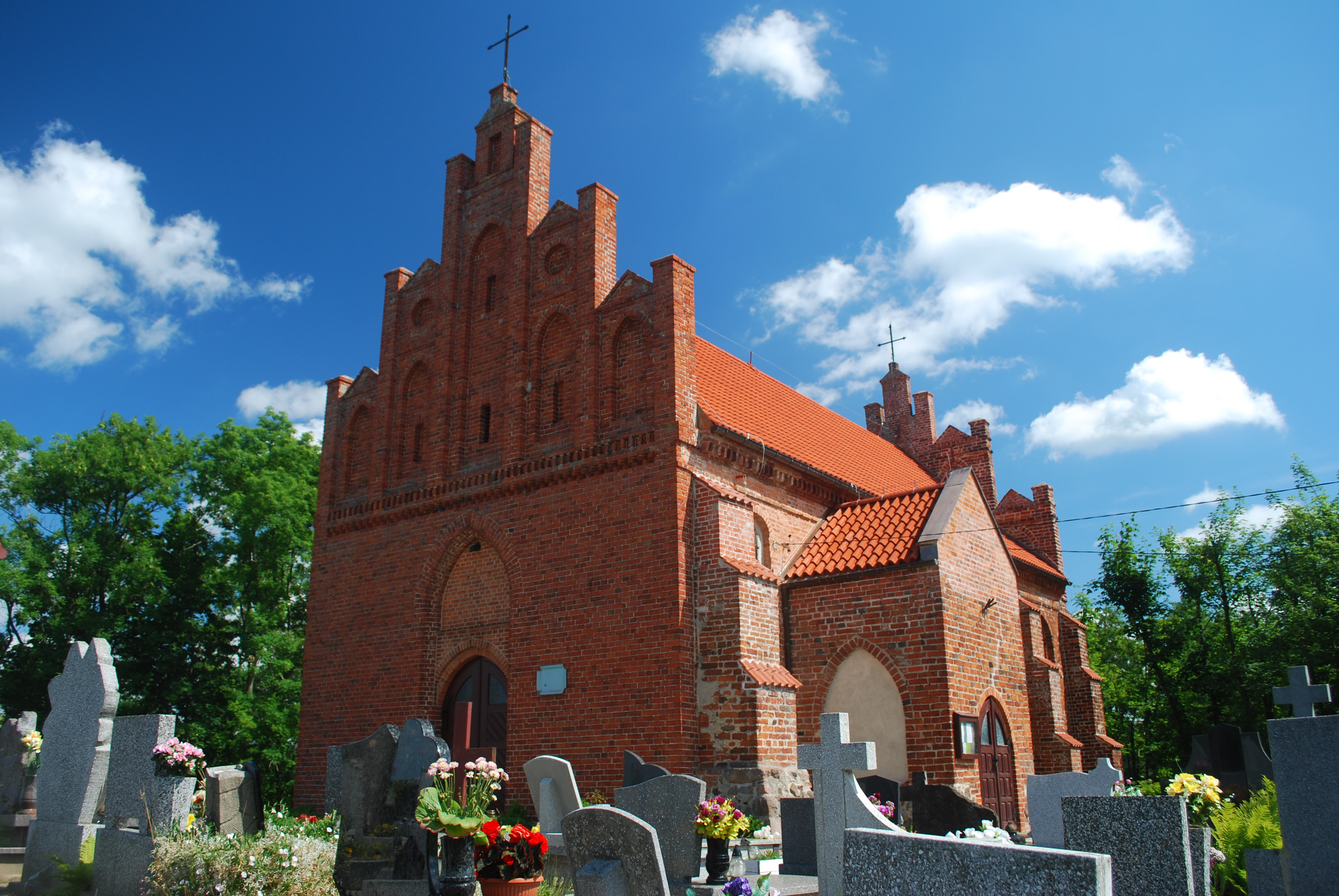
Kościół pw. św. Wawrzyńca

Według rejestru zabytków NID na listę zabytków wpisany jest kościół parafialny pw. św. Wawrzyńca, XIV, nr rej.: A-321 z 8.09.1962. Kościół zbudowany na planie prostokąta z ozdobnym, gotyckim szczytem wschodnim i klasycystycznym frontonem wyróżniającym fasadę z 1838. Wyposażenie z XIX w. uzupełnione barokowymi obrazami i ołtarzem.
We wsi zachowały się także niszczejące obecnie zabudowania folwarczne i dwór Jackowskich.
Na przykościelnym cmentarzu pochowany jest Kazimierz Hącia, minister skarbu w rządzie I. Paderewskiego, właściciel majątku w pobliskim Owidzu. 
Wiosną 2010 pod kościelną posadzką odkryto kryptę, w której znajdowało się 9 czaszek. Jak głosi legenda, gdy wyburzy się mur tej krypty i pójdzie się ścieżką dojdzie się do jaskini pod Jeziorem Jabłowskim, gdzie znajduje się ukryty przez krzyżaków skarb.